# Alois Reinhardt
Alois Reinhardt (Stuttgart, 1902. április 13. – 1990. június 18.) német nemzetközi labdarúgó-játékvezető. Más források szerint Adolf Reinhardt.

## Pályafutása

### Nemzeti játékvezetés
Játékvezetésből Stuttgartban vizsgázott. Vizsgáját követően a Stuttgarti Labdarúgó-szövetség által üzemeltetett labdarúgó bajnokságokban kezdte sportszolgálatát[forrás?]. A Német Labdarúgó-szövetség (DFB) Játékvezető Bizottságának (JB) minősítésével 2. Bundesliga, majd a Bundesliga játékvezetője. Küldési gyakorlat szerint rendszeres partbírói szolgálatot is végzett. A nemzeti játékvezetéstől 1953-ban visszavonult.

#### Nemzeti kupamérkőzések
Vezetett kupadöntők száma: 3.

##### Bajnoki döntő
| Időpont          | Helyszín                 | Mérkőzés típusa | Mérkőzés                                | Eredmény | Nézők száma |
| ---------------- | ------------------------ | --------------- | --------------------------------------- | -------- | ----------- |
| 1941. június 22. | Olimpiai Stadion, Berlin | döntő           | SK Rapid Wien–FC Schalke 04             | 4 – 3    | 95 000      |
| 1951. június 30. | Olimpiai Stadion, Berlin | döntő           | 1. FC Kaiserslautern–SC Preußen Münster | 2 – 1    | 85 000      |

##### Német labdarúgókupa
| Időpont        | Helyszín                  | Mérkőzés típusa | Mérkőzés                        | Eredmény | Nézők száma |
| -------------- | ------------------------- | --------------- | ------------------------------- | -------- | ----------- |
| 1953. május 1. | Rhein Stadion, Düsseldorf | döntő           | Rot-Weiß Essen–Alemannia Aachen | 2 – 1    | 40 000      |

### Nemzetközi játékvezetés
A Német labdarúgó-szövetség JB terjesztette fel nemzetközi játékvezetőnek, a Nemzetközi Labdarúgó-szövetség (FIFA) 1952-től tartotta nyilván bírói keretében. A FIFA JB központi nyelvei közül a németet beszélte. Több nemzetek közötti válogatott és klubmérkőzést vezetett, vagy működő társának partbíróként segített. A második világháború után az első német játékvezető, aki nemzetek közötti mérkőzést (felkészülési) irányított. A nemzetközi játékvezetéstől 1953-ban búcsúzott. Válogatott mérkőzéseinek száma: 2.

## Statisztika

### Nemzetközi válogatott mérkőzései
| #  | Dátum            | Helyszín                | Hazai         | Eredmény | Vendég       | Kiírás     | Gólok | Esemény |
| -- | ---------------- | ----------------------- | ------------- | -------- | ------------ | ---------- | ----- | ------- |
| 1. | 1952. május 7.   | Bécs, Práter-stadion    | Ausztria      | 6 – 0    | Írország     | barátságos | -     |         |
| 2. | 1953. október 4. | Prága, Hadsereg-stadion | Csehszlovákia | 1 – 5    | Magyarország | barátságos | -     |         |
|    | Összesen         |                         |               | 2        | mérkőzés     |            |       |         |

## Külső hivatkozások
- Alois Reinhardt. World Referee. [2016. március 4-i dátummal az eredetiből archiválva]. (Hozzáférés: 2015. december 13.)
- Alois Reinhardt. eu-football.info. (Hozzáférés: 2015. december 13.)
- Alois Reinhardt. .transfermarkt.co.uk. (Hozzáférés: 2015. december 13.)

| Elődje: Hunting | Bajnoki döntő 1950–1951 | Utódja: J.Nettekoven |